# Prosper Poullet
Prosper Poullet (1868 — 1937) foi um político da Bélgica. Ocupou o lugar de primeiro-ministro da Bélgica (ou Ministro-Presidente) de 17 de Junho de 1925 a 20 de Maio de 1926.